# Сери-ле-Мезьер
Сери́-ле-Мезье́р (фр. Séry-lès-Mézières) — коммуна во Франции, находится в регионе Пикардия. Департамент коммуны — Эна. Входит в состав кантона Рибмон. Округ коммуны — Сен-Кантен.
Код INSEE коммуны — 02717.

## Население
Население коммуны на 2010 год составляло 635 человек.
| 1962 | 1968 | 1975 | 1982 | 1990 | 1999 | 2010 |
| ---- | ---- | ---- | ---- | ---- | ---- | ---- |
| 766  | 748  | 708  | 650  | 644  | 627  | 635  |

## Экономика
В 2010 году среди 423 человек трудоспособного возраста (15—64 лет) 296 были экономически активными, 127 — неактивными (показатель активности — 70,0 %, в 1999 году было 63,2 %). Из 296 активных жителей работали 265 человек (149 мужчин и 116 женщин), безработных было 31 (16 мужчин и 15 женщин). Среди 127 неактивных 37 человек были учениками или студентами, 50 — пенсионерами, 40 были неактивными по другим причинам.